# Jazz fusion

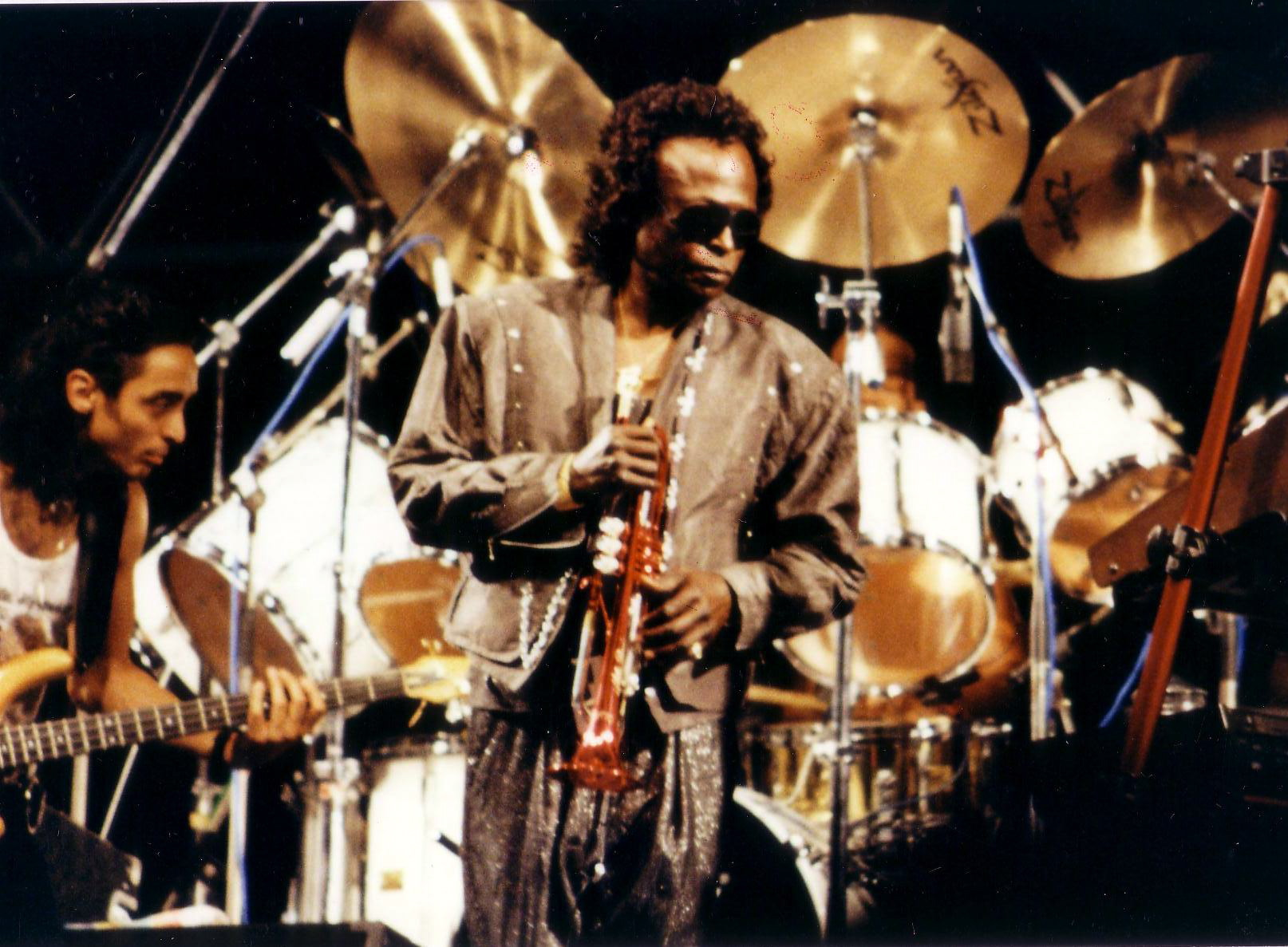
Trompetistul Miles Davis în 1989

Jazz Fusion este un gen muzical care îmbină elemente din muzica jazz cu elemente din alte alte genuri muzicale.